# Hollis, Oklahoma
Hollis är administrativ huvudort i Harmon County i Oklahoma. Orten har fått namn efter markägaren George W. Hollis. Vid 2010 års folkräkning hade Hollis 2 060 invånare.

## Kända personer från Hollis
- Terry Stafford, sångare